# Blintse
Een blintse is een opgerold en gevuld flensje uit de Asjkenazisch-joodse keuken, vergelijkbaar met een Russische blini.
Traditionele blintses zijn gevuld met zachte kaas zoals ricotta of roomkaas, gemengd met boter, ei, suiker en vanille. Ze worden geserveerd met zure room en/of fruit. Blintses worden gegeten tijdens Sjavoeot.